# 南部政康
南部政康（日语：／ Nanbu Masayasu）、1461年（寛正2年） - 1507年3月23日（永正4年2月10日））是陸奥戰國大名南部氏第22代当主。第20代当主・南部信時的次男、第21代当主・南部信義之兄（一说其弟）。官至右馬頭。通称彦四郎。

## 传记
受到将军足利义政的偏讳。与父亲和弟弟一样没有留下详细的经历。不过，政康留下了長男南部安信、次男石川高信、三男南長義、四男石龟信房和五男毛马内秀范，这是由南部氏一族集权的战国大名化而形成的巨大支柱。没年不明，在永禄・天正年间的棟札上见到了政康的名字。